# 618-й штурмовой авиационный полк
618-й штурмовой авиационный Берлинский ордена Суворова полк — авиационная воинская часть ВВС РККА штурмовой авиации в Великой Отечественной войне.

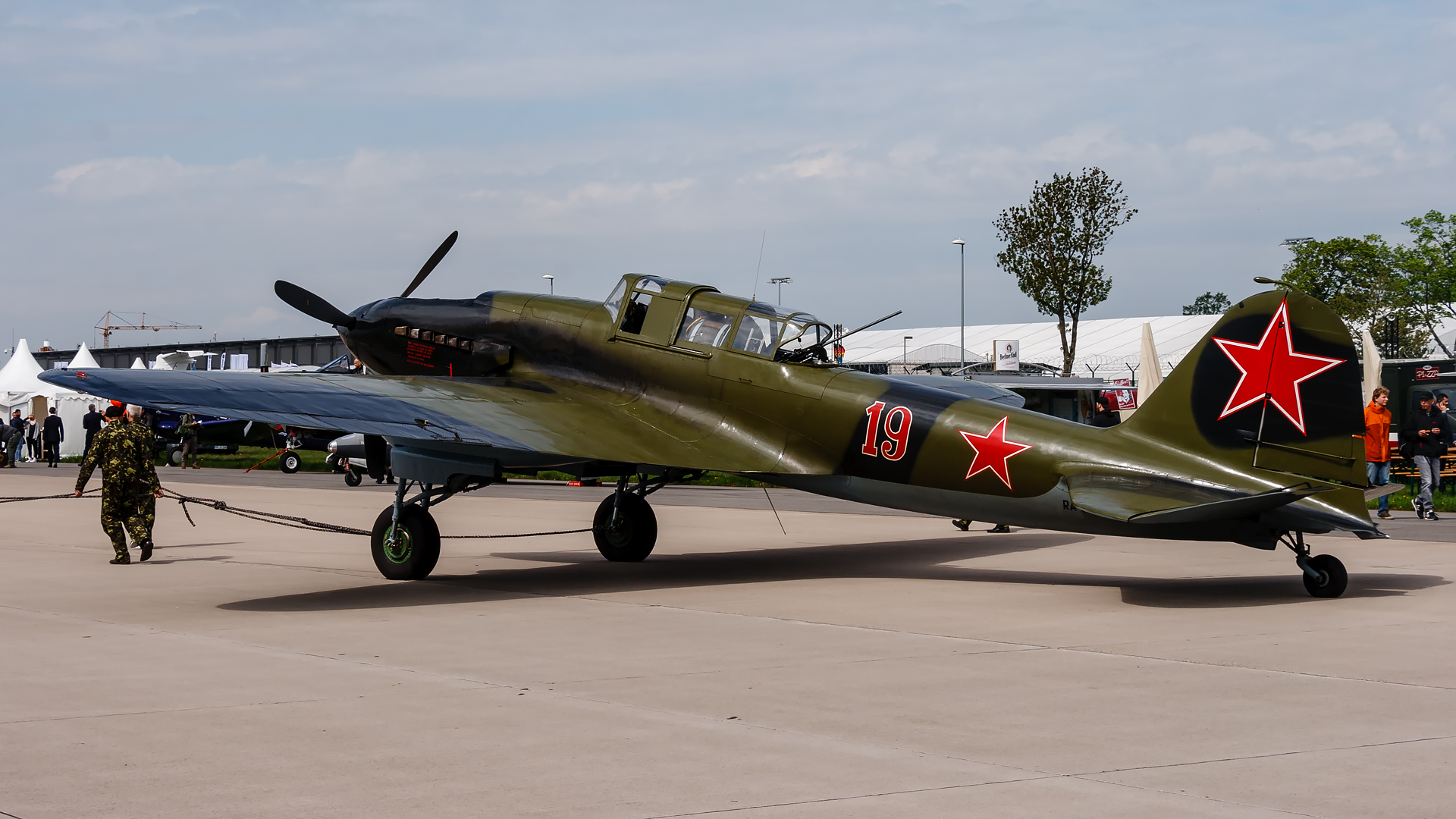
Конструкторы называли разработанный ими штурмовик Ил-2 «летающим танком», пилоты-истребители люфтваффе прозвали его «бетонным самолётом» (нем. Betonflugzeug), солдаты вермахта называли его «чумой» (нем. Schwarzer Tod, дословно: «чёрная смерть»).

## Наименования полка
- 618-й ночной бомбардировочный авиационный полк (12.1941 г.)[1];
- 618-й бомбардировочный авиационный полк
- 618-й штурмовой авиационный полк[1][2];
- 618-й штурмовой авиационный ордена Суворова полк;
- 618-й штурмовой авиационный Берлинский ордена Суворова полк.

## История и боевой путь полка
Полк формировался как 618-й ночной бомбардировочный авиаполк в ноябре 1941 года на станции Тоцкое Оренбургской области по штату 015/185 на самолётах Р-5 на основе личного состава Тоцкой авиашколы и частично из пункта сбора ВВС КА города Бузулук.
618-й ночной бомбардировочный авиаполк 20 июня 1942 года шифртелеграммой ВВС КА от 12 июня переименован в 618-й штурмовой авиационный полк и убыл в распоряжение командира 1-й запасной авиабригады в Куйбышев для переучивания на Ил-2. С 22 июня по 17 августа 1942 года полк находился на переучивании на Ил-2. 18 августа полк составом 20 экипажей Ил-2 убыл на Сталинградский фронт в состав 228-й штурмовой авиадивизии с дислокацией на аэродроме Сталинградский. Полк имел боевую задачу уничтожать танки, мотопехоту и скопления войск на переправах через р. Дон. За этот период битвы полк выполнил 73 боевых вылетов, уничтожил и повредил 11 танков, 60 автомашин, 2 переправы и 6 точек зенитной артиллерии. Полк потерял 18 самолётов и 17 летчиков.
Приказом командира 228-й штурмовой авиадивизии полк выведен в распоряжение командира 5-го запасного авиаполка на аэродром Муханово Кинель-Черкасского района Куйбышевской области. На авиазаводе № 18 полк получил новые самолёты Ил-2, в том числе несколько машин в двухместном варианте. Полк 2 ноября 1942 года приказом командира 1-й запасной авиабригады убыл на фронт, не закончив программу подготовки. В боевом составе имел 32 самолёта Ил-2. Вошел в состав 214-й штурмовой авиадивизии 2-го смешанного авиакорпуса Резерва Ставки ВГК. В ноябре боевой работы полк не вел, занимался подготовкой летного состава. Боевые действия полк начал со 2 декабря с аэродрома Средняя Ахтуба. В этот период полк выполнял боевую задачу по уничтожению транспортной авиации противника на земле и в воздухе в районе окруженной группировки противника западнее Сталинграда.
После разгрома котельнической группировки противника, пытавшейся прорваться в окруженный Сталинград, полк способствовал успешному продвижению наступающих частей на котельническом, а затем на ростовском, шахтинском и новочеркасском направлениях. За период работы на Сталинградском фронте полк выполнил 533 боевых вылетов, уничтожил и повредил 42 танка, 11 самолётов, 276 автомашин, 14 полевых и 6 зенитных орудий, 24 железнодорожных вагона и 2 эшелона с войсками и боеприпасами, 9 складов.
17 апреля 1943 года полк вместе с дивизией перебазировался на аэродром Краснодар на Северо-Кавказский фронт. С 20 апреля полк начал боевые действия по уничтожении противника юго-западнее Новороссийска и в районе Мысхако. С 29 апреля полк на Крымском участке фронта. С 20 апреля по 1 июля 1943 года на Северо-Кавказском фронте полк выполнил 716 боевых вылетов, уничтожил и повредил 103 автомашины, 714 полевых и 24 зенитных орудий, 32 зенитных пулемета и 22 миномета, 5 повозок и 9 складов с боеприпасами.
За весь период боевых действий с августа 1942 года по август 1943 года полк потерял 15 летчиков, 16 самолётов. На 1 августа 1943 года полк имел 2/3 молодого летного состава. 28 сентября 1943 года полк, в связи с большими потерями, передав оставшиеся самолёты другим полкам, вновь убыл в состав 1-й запасной авиабригады Приволжского военного округа на переформирование в 5-й запасной авиаполк. На аэродроме Муханово после получения новых двухместных Ил-2 на авиазаводе № 18, полк находился до 20 января 1944 года. После этого полк перебазирован из Куйбышевской области на аэродром Карловка в Полтавской области, где вошел в состав вновь сформированной 197-й штурмовой авиадивизии 6-го штурмового авиакорпуса Резерва Ставки ВГК. До июля 1944 года полк продолжал обучать лётный состав.
С 7 июля 1944 года полк приступил к боевым действиям на 1-м Белорусском фронте. В составе 197-й штурмовой авиадивизии 6-го штурмового авиакорпуса полк участвовал в Белорусской, Минской и Люблин-Брестской операциях. С января 1945 года в Варшавско-Познанской и Висло-Одерской операциях. С февраля 1945 года в Восточно-Померанской, а с 16 апреля 1945 года — в Берлинской наступательной операциях. Последние боевые вылеты летчики полка совершили 1 мая 1945 года, нанося удары по позициям артиллерии, автомашинам и танкам противника юго-западнее н.п. Наккель, Клессен и юго-восточнее г. Нойштадт, поддерживая своими действиями наступление 2-го и 7-го кавалерийских корпусов. Больше полк боевых действий не вел и к 9 мая 1945 года базировался на аэродроме Гильсдорф в районе г. Штраусберг.
В составе действующей армии полк находился с 20 августа по 3 сентября, с 7 ноября 1942 года по 11 октября 1943 года, с 7 июля по 8 сентября 1944 года и с 25 ноября 1044 года по 9 мая 1945 года.
После войны полк в составе 197-й штурмовой авиадивизии базировался в составе 6-го штурмового Люблинского Краснознаменного авиакорпуса 16-й воздушной армии со 2 июня 1945 года в составе Группы советских оккупационных войск в Германии на аэродроме Дильсдорф. В феврале 1946 года дивизия перебазирована в состав 11-й воздушной армии Тбилисского военного округа на аэродромы Армении. Полк перебазирован в посёлок Октемберян Армянской ССР. После перебазирования был перевооружен на новые самолёты Ил-10. 28 июня 1946 года дивизия вместе с полками расформирована в составе 11-й воздушной армии Тбилисского военного округа.

## Командиры полка
- полковник Андреев Николай Дмитриевич[1], 11.1941 — 01.01.1943
- майор Прохода Иван Тихонович[1], 01.01.1943 — 05.1945

## В составе объединений
| Дата          | Фронт (округ)                                   | Армия                | Корпус                           | Дивизия                             | Примечания |
| ------------- | ----------------------------------------------- | -------------------- | -------------------------------- | ----------------------------------- | ---------- |
| 20.06.1942 г. | Приволжский военный округ                       | ВВС округа           | 1-я запасная авиационная бригада |                                     |            |
| 18.08.1942 г. | Сталинградский фронт                            | 8-я воздушная армия  |                                  | 228-я штурмовая авиационная дивизия |            |
| 04.09.1942 г. | Приволжский военный округ                       | ВВС округа           | 1-я запасная авиационная бригада | 5-й запасной авиационный полк       |            |
| 02.11.1942 г. | Резерв Ставки ВГК                               |                      | 2-й смешанный авиационный корпус | 214-я штурмовая авиационная дивизия |            |
| 20.11.1942 г. | Южный фронт                                     | 8-я воздушная армия  | 2-й смешанный авиационный корпус | 214-я штурмовая авиационная дивизия |            |
| 17.04.1943 г. | Северо-Кавказский фронт                         | 5-я воздушная армия  | 2-й смешанный авиационный корпус | 214-я штурмовая авиационная дивизия |            |
| 24.04.1943 г. | Северо-Кавказский фронт                         | 4-я воздушная армия  | 2-й смешанный авиационный корпус | 214-я штурмовая авиационная дивизия |            |
| 01.07.1943 г. | Степной фронт                                   | 5-я воздушная армия  | 2-й смешанный авиационный корпус | 214-я штурмовая авиационная дивизия |            |
| 18.07.1943 г. | Воронежский фронт                               | 5-я воздушная армия  | 2-й смешанный авиационный корпус | 214-я штурмовая авиационная дивизия |            |
| 21.07.1943 г. | Северо-Кавказский фронт                         | 4-я воздушная армия  | 2-й смешанный авиационный корпус | 214-я штурмовая авиационная дивизия |            |
| 28.09.1943 г. | Приволжский военный округ                       | ВВС округа           | 1-я запасная авиационная бригада | 5-й запасной авиационный полк       |            |
| 20.01.1944 г. | Резерв Ставки ВГК                               | -                    | 6-й штурмовой авиационный корпус | 197-я штурмовая авиационная дивизия |            |
| 01.02.1944 г. | 2-й Украинский фронт                            | 5-я воздушная армия  | 6-й штурмовой авиационный корпус | 197-я штурмовая авиационная дивизия |            |
| 25.03.1944 г. | Резерв Ставки ВГК                               | -                    | 6-й штурмовой авиационный корпус | 197-я штурмовая авиационная дивизия |            |
| 01.04.1944 г. | Харьковский военный округ                       | ВВС округа           | 6-й штурмовой авиационный корпус | 197-я штурмовая авиационная дивизия |            |
| 07.07.1944 г. | 1-й Белорусский фронт                           | 6-я воздушная армия  | 6-й штурмовой авиационный корпус | 197-я штурмовая авиационная дивизия |            |
| 01.08.1944 г. | 1-й Белорусский фронт                           | 16-я воздушная армия | 6-й штурмовой авиационный корпус | 197-я штурмовая авиационная дивизия |            |
| 08.09.1944 г. | Резерв Ставки ВГК                               | -                    | 6-й штурмовой авиационный корпус | 197-я штурмовая авиационная дивизия |            |
| 25.11.1944 г. | 1-й Белорусский фронт                           | 16-я воздушная армия | 6-й штурмовой авиационный корпус | 197-я штурмовая авиационная дивизия |            |
| 09.05.1945 г. | 1-й Белорусский фронт                           | 16-я воздушная армия | 6-й штурмовой авиационный корпус | 197-я штурмовая авиационная дивизия |            |
| 10.06.1945 г. | Группа советских оккупационных войск в Германии | 16-я воздушная армия | 6-й штурмовой авиационный корпус | 197-я штурмовая авиационная дивизия |            |
| 01.02.1946 г. | Тбилисский военный округ                        | 11-я воздушная армия | -                                | 197-я штурмовая авиационная дивизия |            |

## Участие в операциях и битвах
- Сталинградская битва:

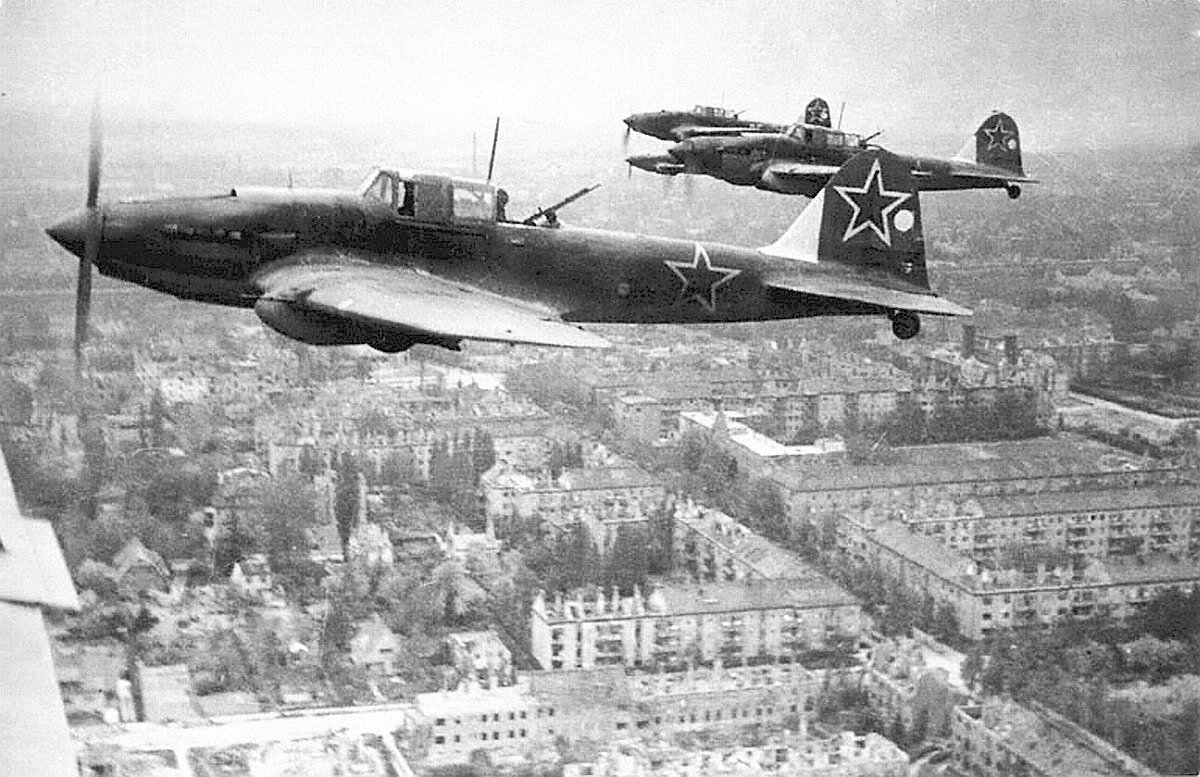
Звено Ил-2м над Берлином в мае 1945 года.

  - Сталинградская операция — с 19 ноября 1942 года по 2 февраля 1943 года.
  - Котельниковская наступательная операция — с 12 декабря 1942 года по 24 декабря 1942 года.
- Ростовская операция — с 1 января 1943 года по 18 февраля 1943 года.
- Ворошиловградская операция — с 29 января 1943 года по 18 февраля 1943 года.
- Воздушное сражение на Кубани — с 17 апреля 1943 года по 7 июня 1943 года.
- Новороссийско-Таманская стратегическая наступательная операция — с 10 сентября 1943 года по 9 октября 1943 года.
- Керченско-Эльтигенская десантная операция — с 31 октября 1943 года по 11 декабря 1943 года.
- Воздушные сражения на Кубани — с апреля 1943 года по июль 1943 года
- Белорусская операция (1944) с 7 июля 1944 года по 29 августа 1944 года.
  - Минская операция[4] с 29 июня 1944 года по 4 июля 1944 года
  - Люблин-Брестская операция[4] с 18 июля 1944 года по 2 августа 1944 года.
- Висло-Одерская операция с 12 января 1945 года по 3 февраля 1945 года.
- Варшавско-Познанская операция[4] с 14 января 1945 года по 3 февраля 1945 года.
- Восточно-Померанская операция[4] с 10 февраля 1945 года по 20 марта 1945 года.
- Берлинская операция[4] с 16 апреля 1945 года по 8 мая 1945 года.

## Почётные наименования
- 618-му штурмовому авиационному полку за отличие в боях при разгроме берлинской группы немецких войск овладением столицы Германии городом Берлин — центром немецкого империализма и очагом немецкой агрессии Приказом НКО СССР № 111 от 11 июня 1945 года на основании Приказа ВГК № 359 от 2 мая 1945 года присвоено почётное наименование «Берлинский»[5].

## Награды
- 618-й штурмовой авиационный полк за образцовое выполнение заданий командования в боях с немецкими захватчиками за овладение городом Варшава и проявленные при этом доблесть и мужество Указом Президиума Верховного Совета СССР от 19 февраля 1945 года награждён орденом «Суворова III степени»[6].

## Благодарности Верховного Главнокомандующего
Воинам полка в составе 230-й штурмовой авиадивизии Верховным Главнокомандующим объявлена благодарность за отличие в боях при завершении разгроме таманской группировки противника, ликвидации оперативно важного плацдарма немцев на Кубани, обеспечивавшего им оборону Крыма и возможность наступательных действий в сторону Кавказа, за отличие в боях за освобождение Таманского полуострова.
Воинам полка в составе 197-й штурмовой авиадивизии Верховным Главнокомандующим объявлены благодарности:
- За отличие в боях при овладении городом и крепостью Демблин (Ивангород) — крупным железнодорожным узлом и мощным опорным пунктом обороны немцев на реке Висла[8].
- За отличие в боях при овладении городом Варшава — важнейшим стратегическим узлом обороны немцев на реке Висла[9].
- За отличие в боях при овладении городами и крупными узлами коммуникаций Сохачев, Скерневице и Лович — важными опорными пунктами обороны немцев[10].
- За отличие в боях при овладении городами Бервальде, Темпельбург, Фалькенбург, Драмбург, Вангерин, Лабес, Фрайенвальде, Шифельбайн, Регенвальде и Керлин — важными узлами коммуникаций и сильными опорными пунктами обороны немцев в Померании[11].
- За отличие в боях при овладении городами Штаргард, Наугард, Польцин — важными узлами коммуникаций и мощными опорными пунктами обороны немцев на штеттинском направлении[12].

## Базирование
| Период            | Место базирования         |
| ----------------- | ------------------------- |
| 05.1945 — 01.1946 | Дильсдорф, Германия       |
| 01.1946 — 06.1946 | Октемберян, Армянская ССР |

## Отличившиеся воины полка
- Солдатов Андрей Иванович, майор, заместитель командира - штурман полка. Награжден тремя орденами Ленина.

## Экипажи, совершившие огненный таран
- 12 августа 1943 года, командир эскадрильи лейтенант Астахов Михаил Александрович, стрелок-радист старшина Буценец Михаил Семёнович.
- 12 августа 1943 года, заместитель командира эскадрильи младший лейтенант Верятин Валентин Иванович, стрелок-радист младший сержант Бородин Борис Николаевич.
- 18 июля 1944 года, командир эскадрильи лейтенант Хохлов Геннадий Александрович, стрелок-радист старшина Аревков Юрий Николаевич.